# Tonnenschnecken

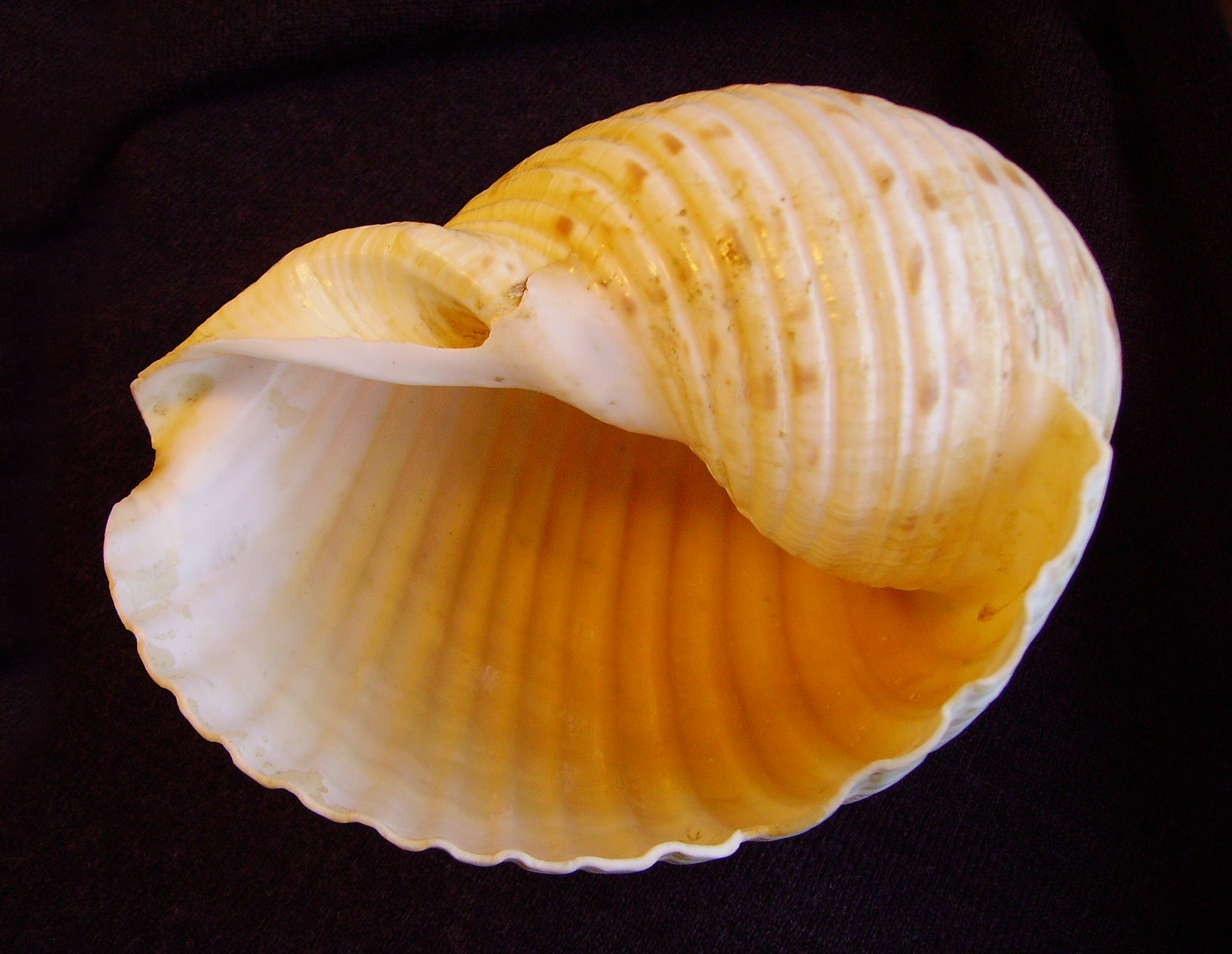
Gehäuse von Tonna tankervillii (Hanley, 1860)

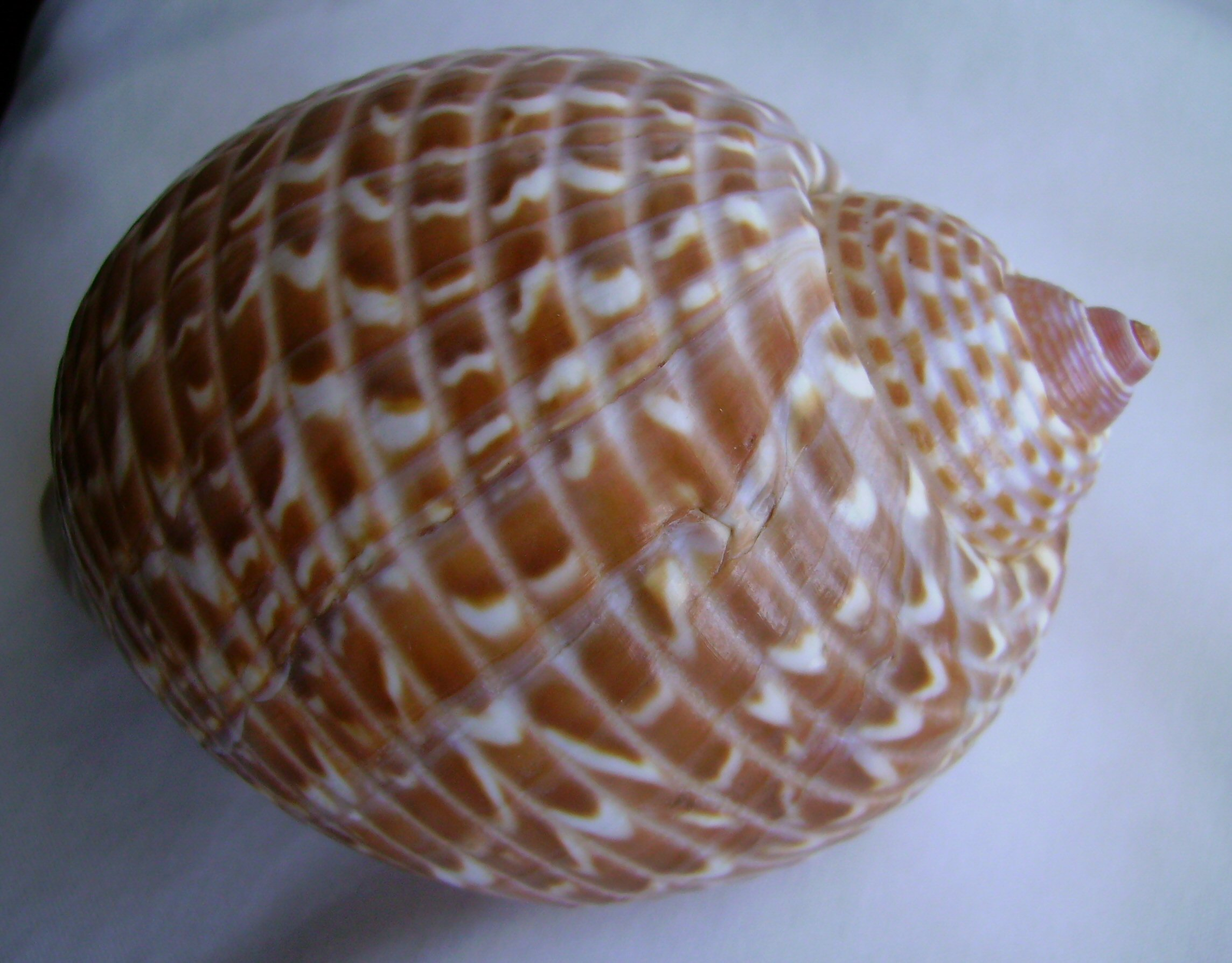
Gehäuse von Tonna perdix

Die Tonnenschnecken oder Fassschnecken (Tonnidae) sind eine Familie mittelgroßer bis sehr großer ausschließlich räuberischer mariner Schnecken. Die Tonnenschnecken sind im Indopazifik, Ost-Atlantik, dem ganzen Mittelmeer und der Adria verbreitet. Mit Tonna galea (= Dolium galea), die eine Größe von bis zu 25 cm erreicht, stellen sie die größte Schneckenart des Mittelmeers.

## Merkmale
Die dünnwandigen, bauchigen bis annähernd kugeligen Gehäuse der Tonnenschnecken haben durch spiralig verlaufende Rippen eine wellige Oberfläche, eine weite, unten ausgeschnittene Mündung mit meist verdickter, in ganzer Länge gekerbter Außenlippe und ohne Siphonalkanal. Der länglich eiförmige Fuß ist groß und dick, vorn etwas geöhrt und kann durch die Wasseraufnahme stark aufgebläht werden. Der flache und breite Kopf ist annähernd gerade. Die Fühler sind lang und dünn und tragen an der verdickten Basis die Augen. Der Sipho ist dick und lang. Die Proboscis (Rüssel) ist sehr groß und dick und kann über die Länge des Gehäuses hinaus verlängert werden. Das Operculum fehlt.
Wie andere Vorderkiemerschnecken sind die Tonnenschnecken getrenntgeschlechtlich. Das Männchen begattet das Weibchen mit einem Penis. Die Eier werden in breiten gelatinösen Bändern abgelegt, die aus zahlreichen Eikapseln bestehen. Eine Kapsel enthält etwa hundert Eier, die sich fast alle zu Embryonen entwickeln. Das pelagische Stadium der Veliger-Larven dauert etwa 3 bis 8 Monate, bis die Metamorphose zur fertigen Schnecke stattfindet.

## Lebensweise
Tonnenschnecken leben räuberisch von Stachelhäutern und Muscheln. Sie besitzen einen langen, beweglichen Rüssel mit einer endständigen Saugscheibe. Als Besonderheit im Tierreich gilt, dass der Speichel der Tonnenschnecken und der verwandten Helmschnecken und Tritonschnecken zwei- bis vierprozentige freie Schwefelsäure sowie Asparaginsäure enthält. Diese Säuren werden in zwei großen Schlunddrüsen erzeugt und dienen zur Lähmung der Beutetiere und zur Aufweichung ihres Kalkskeletts. Mit zwei zu rinnenförmigen Haken umgebildeten Kieferplatten und ihrer Raspelzunge können die Schnecken dann große Stücke aus der Beute reißen.

## Nutzung und Gefährdung
Die großen Tonnenschnecken können in ihrem Lebensraum als Spitzenprädatoren bezeichnet werden. Wegen ihrer räuberischen Lebensweise sind sie das Endglied der Nahrungskette und jede Veränderung des ökologischen Gleichgewichts in diesem Gefüge kann Auswirkungen auf ihren Bestand haben. Dazu kommt eine direkte Gefährdung durch die Schleppnetze, in denen sich die großen Tonnenschnecken leicht verfangen können. Wegen ihrer Gehäuse werden sie auch oft gesammelt. Auf Grund von Überfischung ist unter anderem die Mittelmeerart Tonna galea stark gefährdet.

## Systematik
Bouchet und Rocroi stellen die Helmschnecken (Cassinae) als Unterfamilie zur jüngeren (= später aufgestellten) Familie Tonnidae. Dies ist nach den IRZN nicht korrekt. Millard (1997) und Riedel (2000) stellen sie daher in die Überfamilie Cassoidea. Bouchet und Rocroi listen die Tonnenschnecken (Tonninae) als eine von vier Unterfamilien innerhalb der Helmschnecken (Cassidae) auf. Die Tonnenschnecken werden von der Mehrzahl der Autoren jedoch als eigenständige Familie innerhalb der Überfamilie Cassoidea angesehen.
Zur Familie Tonnidae werden drei Gattungen gezählt:
- Eudolium Dall, 1889
- Malea Vallenciennes, 1832
- Tonna Brünnich, 1771